# Religion

Världsreligionernas geografiska utbredning.

Världsreligionernas fördelning per land.

De huvudsakliga religiösa grupperna som andelar av världens befolkning år 2005 enligt Encyclopaedia Britannica.
Människors anslutande till de huvudsakliga religiösa grupperna kan summeras så här:
Abrahamitiska religioner: 53,5%, Indiska religioner: 19,7%,
Icke-religiösa: 14,3%, Östasiatiska religioner: 6,5%,
Naturreligioner: 4,0%, Nya religiösa rörelser: 2,0%.

Religion är ett sociokulturellt system av specificerade beteenden, praktiker, moraliska och etiska principer, världsåskådningar, texter, helgedomar, profetior och organisationer, som kopplar människolivet till övernaturliga, transcendentala och andliga företeelser. Dock råder det inte konsensus över vad som exakt definierar en religion. Inom religioner förekommer fenomen som gudar, andar, transcendenta själar, återfödelse eller dylikt. Religion kan även röra sig om föreställningar om en högsta andlig verklighet eller yttersta sanning, med eller utan gudar. Andetro, förfäderstro och övertygelsen om en magisk verklighet är också uttryck för religion.
Symbolik, myter, riter och traditioner hör till religionens kännemärken. Ytterligare en kort definition är att ”religion” är varje specifik tro när det gäller det övernaturliga, något som vanligen omfattar ritualer, en etisk kod, en livsfilosofi och en världsbild. Religioner kan ses som olika svar på frågor om livets mening och mål och om moraliska krav och plikter mot medmänniskorna.

## Etymologi
Ordet har sitt ursprung i latinets religio. Innebörden och ursprunget till den latinska frasen är omtvistad, men har bland annat tolkats som "gudsdyrkan", "gudsfruktan" eller "respekt för det heliga". Betydelsen att det är en form av trossystem finns belagd från 1300-talet. I sin nuvarande betydelse infördes ordet i de moderna kulturspråken på 1500-talet av humanisterna och användes bland annat av reformatorn Martin Luther. På svenska finns ordet belagt från 1539.

## Definition
Det finns ingen enighet bland religionsforskare hur begreppet "religion" ska definieras. Detta är dock inte nödvändigtvis ett problem. Enligt Stefan Arvidsson och Jonas Svensson är definitioner av "religion" varken sanna eller falska, utan istället mer eller mindre användbara beroende på vilket syfte definitionen fyller i den specifika forskningskontexten.
Religionsdefinitioner delas vanligen in i två typer: substantiella och funktionella. Substantiella religionsdefinitioner definierar religion utifrån idéer och trossatser, medan funktionella definitioner istället definierar religion utifrån den funktion som en eventuell religion spelar i människors liv. Exempel på substantiella definitioner är: "religion är tro på Gud" eller "religion är tro på något övernaturligt". Substantiella religionsdefinitioner, som de tidigare nämnda, är enligt Inger Furseth och Pål Repstad ofta etnocentriska, då de ofta färgas av forskarens kulturella och religiösa kontext. Distinktionen mellan "naturlig" och "övernaturlig" är till exempel, enligt Furseth och Repstad, en distinktion som har sitt ursprung i den europeiska Upplysningstiden. Funktionella religionsdefinitioner, exempelvis "religion är det som ger människor mening" är enligt Furseth och Repstad ofta mindre etnocentriska än substantiella definitioner. Dessa har dock istället problemet att flera definitioner så pass breda att de inkluderar även sekulära hobbies och livsåskådningar. Detta kan dock betraktas som en fördel. Ninian Smart menar att breda religionsdefinitioner är hjälpsamma för att studera hur sekulära livsåskådningar eller ideologier kan fylla liknande funktioner som religioner. Även om substantiella definitioner ofta är snäva och funktionella definitioner ofta är breda, är det inte nödvändigtvis så. Det finns såväl breda som smala definitioner av båda typer.
En del forskare, som Ninian Smart, har med inspiration från Ludwig Wittgenstein försökt formulera en rad "familjelikheter" som religioner har. Enligt sådana modeller finns det en rad karaktärsdrag som flera, men inte alla, religioner delar. Tanken är då att det räcker att ha några av dessa karaktärsdrag för att igenkännas som en "religion", men att inget enskilt karaktärsdrag är ett krav eller finns hos alla religioner. Enligt Rem B. Edwards riskerar dock även sådana definitioner att färgas av forskarens religiösa och kulturella kontext. Detta då de "karaktärsdrag" eller "familjelikheter" som beskrivs ofta utgår från den religion forskaren främst är bekant med.

## Religioners komponenter
Flera religionsforskare har försökt definiera vilka komponenter eller dimensioner som religioner i regel har. Ninian Smart beskriver sex sådana: dogmatik, mytologi, etik, ritualer, upplevelser och en social dimension. Eric J. Sharpe beskriver fyra: en existentiell, en intellektuell, en institutionell och en etisk. Rodney Stark och Charles Glock beskriver fem: tro, praktik, upplevelser, kunskap (om ritualer och trossatser) och konsekvenser (religionens konsekvenser för personens liv). Ninian Smarts beskrivning av religionernas dimensioner har varit en av de mest inflytelserika modellerna.
Enligt Ninian Smart har olika religioner olika kompositioner av de "dimensioner" som han nämner. Exempelvis nämner Smart att modern/sekulär buddhism har starkt fokus på meditation, etik och filosofi men en nästintill avsaknad mytologisk dimension.

### Mytologi
Ordet "myt" används sällan av religiösa personer själva, utan snarare av religionsforskare. Likt andra religionsvetenskapliga begrepp är definitionen omtvistad, men syftar vanligen till berättelser av religiös betydelse inom en viss tradition. Berättelserna kan betraktas som antingen bokstavligt sanna eller som liknelser för religiösa lärdomar. De fyller ofta en såväl rituell som social betydelse inom den religiösa gruppen. Myterna är även tätt sammankopplade med religionernas doktriner (läror) då dessa ofta grundar sig i de religiösa berättelserna/myterna.

### Praktiker
Religionernas praktiska dimension, ofta refererat till som dess ritualer, är centrala i de flesta religioner. Ritualernas utformning och innebörd skiljer sig dock åt mellan olika religioner. Exempel på sådana praktiska utövningsformer är bön, predikan, dyrkan, offer, yoga och meditation. De praktiska dimensionernas former och innebörd har analyserats på en rad olika sätt av religionsforskare. Ronald Grimes har exempelvis föreslagit att man ska skilja mellan "rit" och "ritual", där ritual betecknar alla praktiska religiösa handlingar, medan riter betecknar mer formella aktiviteter, som bar mitzva, dop eller bröllop. Roy Rappaport har i sin tur analyserat ritualens natur. Ritualer är enligt Rappaports definition handlingar som följer strikta och formella regler som utformats av någon annan än utövaren själv. Andra, som Catherine Bell, är kritiska till generella teorier om ritualer. Detta då Bell menar att det finns en sådan mångfald av ritualer att det inte finns några definitiva gemensamma karaktärsdrag för dem. Anne-Chrstine Hornborg menar att generella ritualteorier ofta blir svåra att applicera på nyare religiösa fenomen, som New-Age, som har ett rituellt liv som inte är lika uppstyrt som i andra religioner.

### Upplevelser
En annan aspekt av religioner är religiösa upplevelser av till exempel vördnad, medlidande, lugn, stillhet, mystik eller dylikt. Religiösa upplevelser kan förutom känslor även involvera visioner av änglar eller buddhor, tungotal, enhetlighet med Brahman, andebesatthet eller dylikt. Känslor är ofta centrala i religiösa ritualer. De har även en betydelse i religiösa berättelser: exempelvis Buddhas upplysning under Bodhiträdet, Muhammed på berget Jabal al-Nour, Mose och den brinnande busken och Paulus omvändelse.

### Etik
Etik, det vill säga påbud gällande hur människor bör agera, är också ett viktigt inslag i många religioner. I buddhismen finns en rad träningsregler, i judendomen och kristendomen finns De tio budorden och i Islam finns bland annat sharia.

### Social dimension
De flesta religiösa rörelser innefattar även sociala grupperingar, formella eller informella. Religionssociologi är ett vetenskapligt fält som i huvudsak undersöker religionernas sociala dimension och relation till samhället i stort.

### Materiell dimension
Ninian Smart menar att de flesta religioner också har en "materiell" dimension. Exempel på detta som Smart nämner är religiösa byggnader, ikoner, konstverk, heliga floder, berg och andra platser som människor vallfärdar till.

## Historik

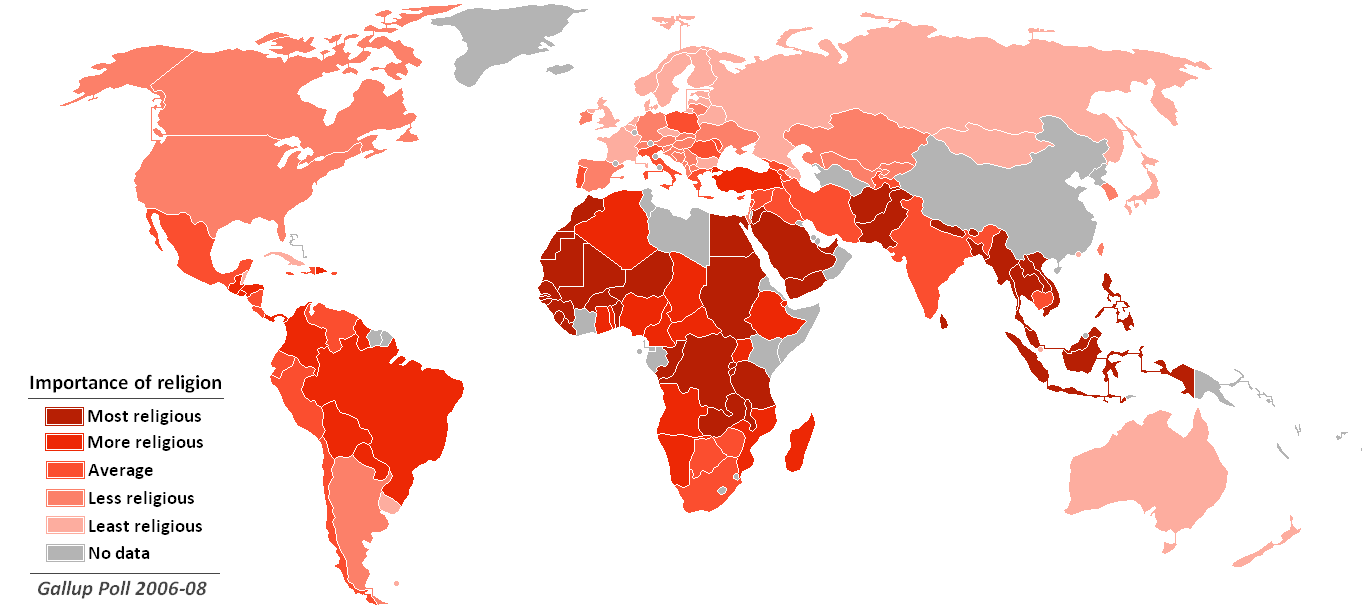
Betydelsen av religion i världen 2006-2008. Mörkast röd = de mest religiösa, ljusast röd = de minst religiösa. Grått = data saknas.

Antropologer under 1800-talet försökte hitta människans och religionens uppkomst. I detta sökande uppstod en rad olika "evolutionära" teorier där vissa former av religioner beskrevs som den evolutionära följden av andra typer av religioner. Exempelvis beskrev Edward Burnett Tylor att den första typen av religiositet var animism, som sedermera utvecklades till polyteism som i sin tur utvecklades till monoteism. Termen "primitiva religioner" var vanligt förekommande, men har under modern tid förkastats då den antytt att vissa religioner skulle vara överlägsna andra. I modern tid talas det istället om "inhemska religioner" (engelska: "indigenous religions"), och syftar då exempelvis till shinto, tidig hinduism, maorifolkets religion, amerikanska ursprungsbefolkningens religioner, med flera.
Konkreta kunskaper om uråldriga religioner hänger samman med uppfinnandet av skrivkonsten i Mesopotamien och Egypten. Sumererna i södra Mesopotamien uppfann kilskriften 3400–3100 f.Kr. och egyptierna strax därefter hieroglyferna, och dessa gamla texter berättar utförligt om religioner och om hur dessa utövades och utvecklades. Dessa religioner var polyteistiska, med något enstaka undantag. 
Religionerna tillhörde länge en stam, en stad eller ett folk. De stora monoteistiska världsreligionerna Judendom, Kristendom, Islam och Bahá'í har alla sitt ursprung i den monolatristiska tro som utvecklades av de hebréer som under ledning av Moses sägs ha lämnat eller flytt Egypten omkring 1400–1200 f.Kr. Israel eller Palestina ses också som ett heligt land av dessa fyra världsreligioner, som dessutom har klart angivna religionsgrundare i Moses, Jesus, Muhammed och Bahá'u'lláh. Dessa religioner räknar sig själva som härstammande från den mytologiska personen Abraham, och religionerna brukar därför även kallas för abrahamitiska religioner. 
Zarathustra skapade tidigt i Persien en religion som grekerna sedan benämnde zoroastrism, och som får anses vara monoteistisk. Zoroastrismen och andra religiösa föreställningar i Persien utövade ett stort inflytande på judarnas, sedan Kyros erövrat Babylon 539 f.Kr och befriat den elit från Jerusalem som babylonierna tvångsförflyttat dit. Judarna, som tidigare inte haft föreställningar om själen och himmel respektive helvete efter döden, fick nu det. Indiska läror kom också till Medelhavsområdet via Persien. Efter Alexander den stores erövringar på 300-talet f.Kr. kom även hellenismen att påverka judisk tro, liksom nyplatonism hade stor betydelse för den kristna trons uppfattningar om Gud och livet efter detta.
I Indien utvecklades ur brahmanismen på 500-talet f.Kr. hinduismen, som har vissa monoteistiska riktningar men till övervägande delen polyteistiska, och som en reaktion mot brahmanismens stränga askeskrav, buddhismen och jainismen – två religioner i vilka gudsföreställningar spelar en underordnad betydelse.

### Religion och vetenskap

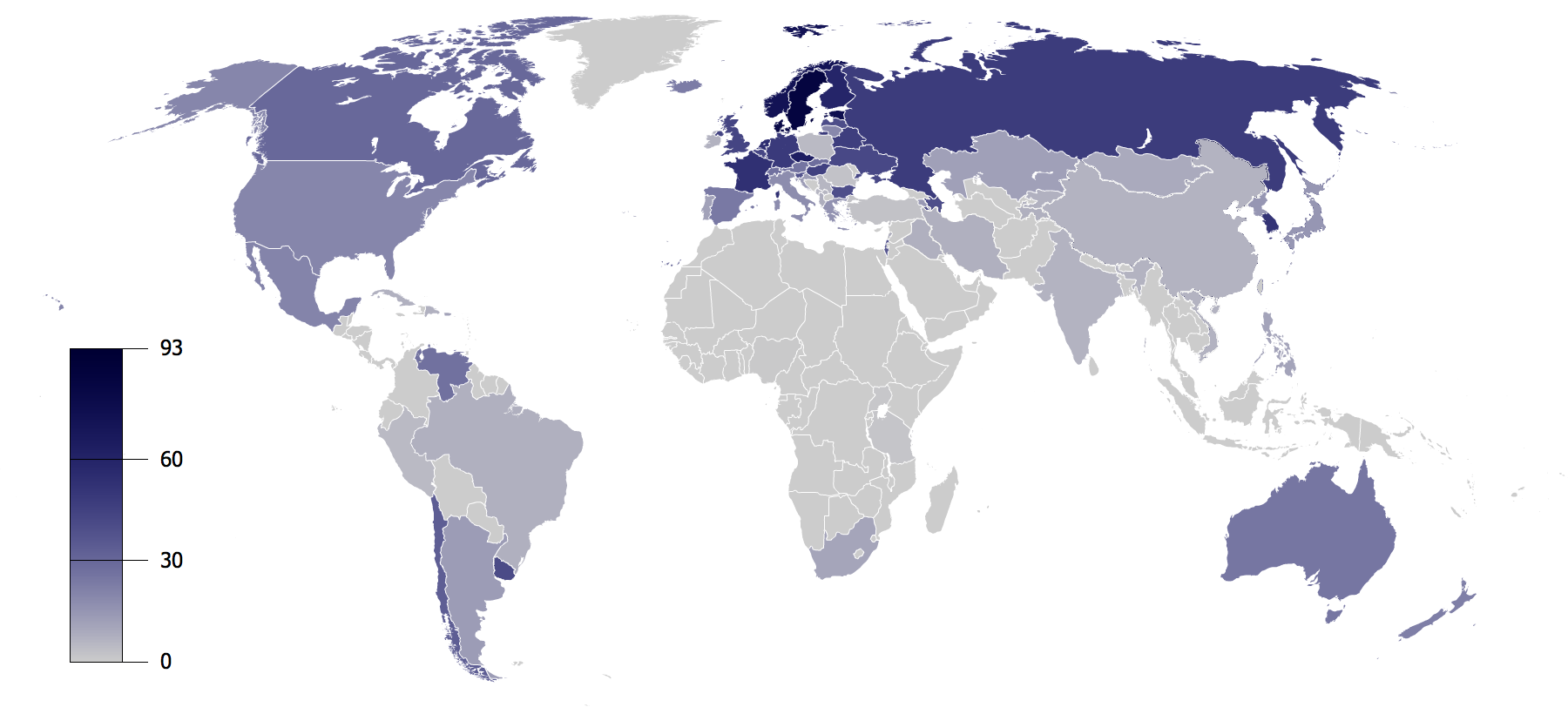
Andel icke-troende individer i världen. Mörkare = större andel icke-troende. Grått = data saknas.

Några tidiga trossystem som grundade sig på empirism, logik och koherens etablerades i det antika Grekland. Dessa filosofier saknade gudar, andar och andra övernaturliga element. Det friare, logiskt grundade och icke-doktrinära kunskapssökandet resulterade i en mycket stark kunskapsutveckling på förhållandevis kort tid.
Nybildade eller expanderande religioner kan ibland medföra att vetenskap, kultur och bildning ökar i spridning. Enligt en uppfattning hände detta under islams expansion de första århundradena efter Muhammed. I öster samlade muslimska tänkare och filosofer in stora mängder vetenskaplig eller filosofisk litteratur i takt med islams expansion och erövringar. På ett liknande sätt har västerländsk kultur, teknologi och vetenskap spridits när kristendomen har brett ut sig över världen, till följd av migration, erövringar och mission.
Under medeltiden växte universitetsväsendet i Västeuropa fram. Framväxten var starkt kopplad till den katolska kyrkan och den kristna trons spridning norrut. Teologi och filosofi var de mest centrala ämnena. En viktig del av studierna var att formulera den kristna tron med hjälp av den antika filosofins (främst Platons och senare Aristoteles) terminologi. Arbetet kom i många fall kom att medföra en starkt konservativ vetenskapssyn. Kyrkans stora politiska inflytande medförde normer av trosmässig likriktning. Vissa antika uppfattningar om exempelvis fysikaliska förhållanden gjordes till en del av den kristna trosläran, medan rön som stred mot kristna urkunder blev blasfemiska. Detta fick till följd att nya vetenskapliga rön motarbetades och vetenskapsmän som Galileo Galilei och Nicolaus Copernicus motarbetades och trakasserades då deras forskningsresultat avvek från den av kyrkan då sanktionerade världsbilden.  
Socinianismen var en kristologisk lära utvecklad av bl.a. italienaren Fausto Sozzini (1539–1604). Han menade att Bibelns innehåll måste underkastas förnuftet. Socinianismen förkastade treenighetsläran eftersom Jesus enligt sunt förnuft måste ha varit en människa. Det mest centrala för kristendomen är Jesus död på korset och hans uppståndelse. Om Jesus hade varit Gud eller en sida hos Gud skulle han inte ha bevisat någonting alls, då en Gud varken kan dödas, lida eller plågas av fasansfulla smärtor. Sozzini menade att Jesus därför helt och hållet måste ha varit en människa.      
Under 1600- och 1700-talen fick den empiriska metoden genomslag bland Europas lärda och man började finna svar på allt fler frågor utan att behöva tillgripa övernaturliga förklaringar. Religionens status började därigenom småningom att urholkas, inte minst genom 1700-talets upplysningsrörelse. Många religioner som tillkommit sedan dess – som exempelvis bahá'í-tron – anser att religion och vetenskap måste samverka och utvecklas parallellt för att samhället ska kunna utvecklas på ett harmoniskt sätt., . I andra fall – särskilt i kristna kretsar i USA – förklarade religiösa företrädare "krig" mot vetenskapsmän som Charles Darwin liksom mot Gregor Mendels upptäckter, när dennes rön återupptäcktes i början av 1900-talet. Organisationer som Christian Science uppstod i USA i slutet av 1800-talet, som ett försök att bekämpa de vetenskaper och vetenskapliga rön som man uppfattade som stridande mot Bibeln och den kristna trosläran.
På ett liknande sätt har konservativa uppfattningar inom islam bidragit till att den muslimska världen tillhör världens minst vetenskapsorienterade områden och omfattar en av världens minst utbildade befolkningar. I Afrika ställer traditionell tro på voodoo, magi och shamaner till problem med spridandet av modern kunskap, inte minst om medicin. Även asiatiska världsreligioner har resulterat i liknande perioder av kunskapsmässig och filosofisk stagnation. För Kinas del har många bedömare pekat på taoismen och i Japan stärkte shinto de konservativa och isolationistiska föreställningar som rådde före Meiji-restaurationen.

### Uppfattningen om den egna överlägsenheten
Religioner tenderar att beskriva den egna tron som en självklar och nödvändig syn på världen. I förhållande till andra uppfattningar och utomstående grupper framhåller religiösa skrifter ofta den egna gruppen som överlägsen alla andra. Det är först från och med 1500-talet som de kristna européerna kunde föreställa sig att det fanns flera religioner vid sidan av den kristna.[källa behövs] Tidigare kallade de kristna sin tro och för den "sanna religionen" och resten av världens trosuppfattningar tillhörde hedendomen. De kristna korstågen som startade på 1000-talet hade som syfte att återerövra landområden som tidigare varit kristna från "hedningarna", de muslimska erövrarna. Begrepp som muslim har slagit igenom i väst så sent som efter 1950-talet, då man började överge beteckningen "muhammedaner". Under medeltiden hade ordet religion en inskränkt användning i betydelsen munkregel och munkliv. Synsättet att andra än kristna var hedningar fick förödande konsekvenser för indianerna i Syd- och Mellanamerika, då spanska äventyrare med präster i släptåg plundrade amerikanska kulturer och utrotade hela indianfolk.[källa behövs] Nordeuropéernas härjningar i Nordamerika hade lika katastrofala konsekvenser för de "hedningar" som levde där. På ett liknande sätt har islamiska erövringar präglats av omfattande dödande och förföljelser, ett exempel är invasionerna av Indien. Icke-muslimer som erövrats har ofta tvingats till tre val, att konvertera till islam, att leva som dhimmi (andra klassens medborgare) eller att dödas. Under andra världskriget använde japanerna shinto som en motivation för egen överlägsenhet och rätt att erövra andra länder. Även naturreligioner har präglats av våldsutövning som grundats i föreställningar om egen överlägsenhet. Ett exempel är stammar som har praktiserat kannibalism med motivet att en krigare som äter sin fiende övertar dennes ande och bevisar sin egen styrka

## Klassifikation
Definitioner och särskiljningar av olika religioner finns i flera former och fyller olika syften. En del klassifikationer utgår från ett visst religiöst perspektiv, där en religion till exempel kan betecknas som "sann religion" medan andra beskrivs som "hedniska religioner". Konfessionella klassifikationer är i regel värderande, det vill säga de värderar en religion som bättre eller mer sann än andra. Andra klassifikationer kan fylla andra ideologiska syften, exempelvis kan religioner klassificeras med rasistiskt motiv utifrån vilka "människoraser" som följer olika religioner. Ytterligare ett sätt att dela in religioner på är utifrån geografiskt ursprung eller vart utövarna främst är belägna geografiskt. Geografisk klassifikation kan även användas för att göra distinktioner mellan olika former av specifika religioner - exempelvis genom att koreansk buddhism särskiljs från kinesisk.
Ytterligare ett sätt att dela in religioner på är utifrån när de uppstod historiskt, ofta grundat i politiska eller historiska epoker som inte är relaterade till religionernas inneboende utveckling. Det förekommer även samhällsvetenskapliga, psykologiska och sociologiska klassifikationer av religion.
Stefan Arvidsson menar dock att religioner vanligen avgränsas och definieras utifrån självbeteckningar av varje religions religiösa elit. Detta medför att dessa beteckningar inte alltid är talande för hur religionen utövas och uppfattas av "folket". En ytterligare komplicerande faktor är att många folkliga religiösa personer världen över inte betraktar sig själva som tillhörande en viss religion. Även dessa personer från ett utifrånperspektiv kan betecknas som till exempel hinduer eller "new-age-are", behöver de inte nödvändigtvis självidentifiera sig på det sättet.

### Antika religioner
Några äldre religioner som av olika skäl dött ut är fortfarande viktiga för förståelsen historien och av äldre kulturer. Vissa av dessa har i modern tid återuppväckts och fått modern form: 
- Fornnordisk religion (Asatro)
- Egyptisk religion
- Grekisk religion
- Romersk religion
- Zoroastrism
- Mesopotamisk mytologi

### Naturreligioner
Många religioner är små och ofta avgränsade till ett folk eller en stam. Då dessa inte innefattar samma stora organisation som de så kallade världsreligionerna har de tidigare ibland kallats primitiva. Nu benämner man dem ofta naturreligioner. Bland dessa kan man urskilja vissa grupper, som animism och schamanism. De så kallade naturreligionerna är vanliga i Afrika (afrikanska religioner), Amerika (indianska religioner) och runt polcirkeln inklusive Sibirien (cirkumpolära religioner, däribland finsk-ugriska religioner (innefattande samisk religion) och turkisk schamanism).

### Nyandlighet
Nyare religioner som uppkommit under 1900-talet kallas ofta "nyandliga rörelser" eller "nyandlighet". Exempel på sådana är andliga fenomen inom New Age, kvasireligiösa rörelser som scientologi och nyreligioner som Wicca, Cao Dai, Hoa hao och Omoto.

### Världsreligioner
| Uppskattat antal anhängare till världsreligionerna:[källa behövs] |               |
| Kristendom                                                        | 2 135 784 198 |
| Islam                                                             | 1 623 348 484 |
| Hinduism                                                          | 870 047 346   |
| Kinesisk folktro                                                  | 404 922 244   |
| Buddhism                                                          | 378 809 103   |
| Etniska religioner                                                | 256 340 652   |
| Nya religioner                                                    | 108 131 713   |
| Sikhism                                                           | 25 373 879    |
| Judendom                                                          | 15 145 702    |
| Spiritism                                                         | 13 030 538    |
| Se även : Lista över trosuppfattningar efter antalet bekännare    |               |

| Antal länder världsreligionerna är utbredda i. |     |
| 1. Kristendom                                  | 254 |
| 2. Islam                                       | 247 |
| 3. Bahá'í                                      | 205 |
| 4. Judendom                                    | 125 |
| 5. Hinduism                                    | 88  |
| 6. Buddhism                                    | 86  |

Begreppet "världsreligion" användes till en början för att särskilja mellan missionerande kristendom (som därmed är "världsinriktad") och judendom, som var och är begränsad till en viss folkgrupp. Efter andra världskriget började fler religioner inkluderas i termen, som buddhism och judendom. Arvidsson anser dock att termen är problematisk, då det inte finns några definitiva kriterier för vad som ska räknas som en världsreligion. Varken antalet anhängare, historisk betydelse eller geografisk spridning kan vara definitiva kriterier enligt Arvidsson, då detta skulle medföra att flera religioner skulle behöva tas bort och andra föras in.
Adherents.com, enligt egen utsago den näst största religionssajten på Internet och religiöst och politiskt obunden, har bland annat satt upp följande tre krav för att dra en gräns mellan religioner och världsreligioner:
- Storlek - åtminstone 500.000 troende.
- Spridning - en stor andel av de troende ska bo och utöva religionen i mer än ett land eller en begränsad region av världen.
- Autonomi - religionen är klart oberoende av och åtskild från en bredare (moder)religion.

### Klassifikation baserat på gudstro
Flera religioner lägger stor vikt vid en eller flera gudar. En del religioner har dock inga gudar, eller så är guden/gudarna inte särskilt betydelsefulla för det religiösa livet. De religioner som lägger vikt vid gudavärlden klassificeras utifrån vilken syn de har på gudavärlden.

#### Polyteism

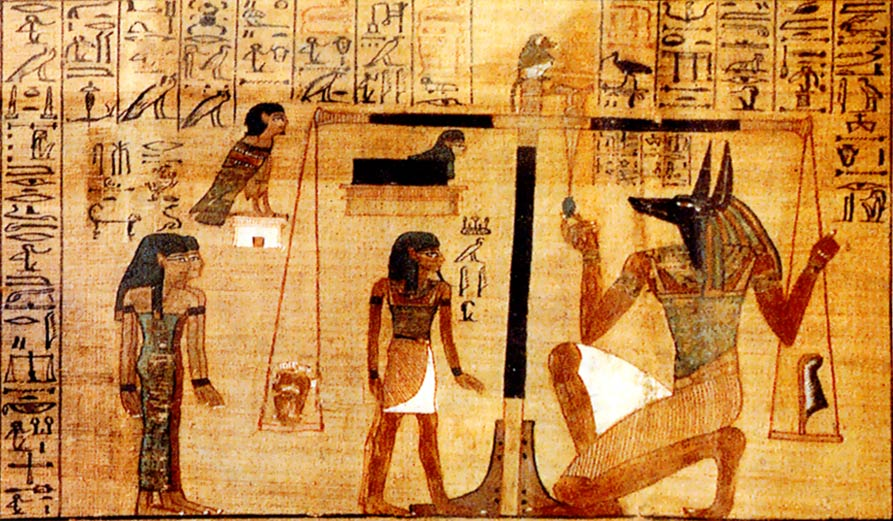
Gudar i den polyteistiska egyptiska religionen.

Kännetecknande för de forntida religioner som uppstod i Mellanöstern och Medelhavsområdet, är polyteism (tro på flera gudar) och antropomorfa gudar (människoliknande gudar). Föreställningarna om dessa gudar har bevarats litterärt i epos som Iliaden och konstnärligt i form av gravmålningar och statyer samt polemiskt skildrade i judiska och kristna skrifter. I de egyptiska, indianska, indiska och grekiska religionerna förekom dessutom djurgudar och djurliknande gudar, som Pan och Ganesha. I polyteistiska religioner har gudar olika verksamhetsfält som motsvarar världsliga förhållanden, som årstidernas växlingar, viktiga grödor som majs, mänskliga relationer, med mera. Dessa gudar har ofta en hierarkisk ordning, där en världsskapande gud är främst, eller likställd en världsförstörande gud. Den germanska eller nordiska religionen asatro är ett annat exempel på ett polyteistiskt religiöst system.
Hinduismen kan klassificeras antingen som polyteistisk eller monoteistisk.
Det abstrakta gudsbegreppet som förekommer inom nyandliga rörelser är ett resultat av att de sammanfört tankegods från indiska och västerländska religioner.
Utbrett över världen är även förfädersdyrkan, något som fortfarande lever kvar i bland annat Japan, liksom dyrkan av landets ledare. Kejsar Augustus lät utropa sig själv till gud (divus); en härskarsyn som förekom även i Egypten.

#### Monoteism

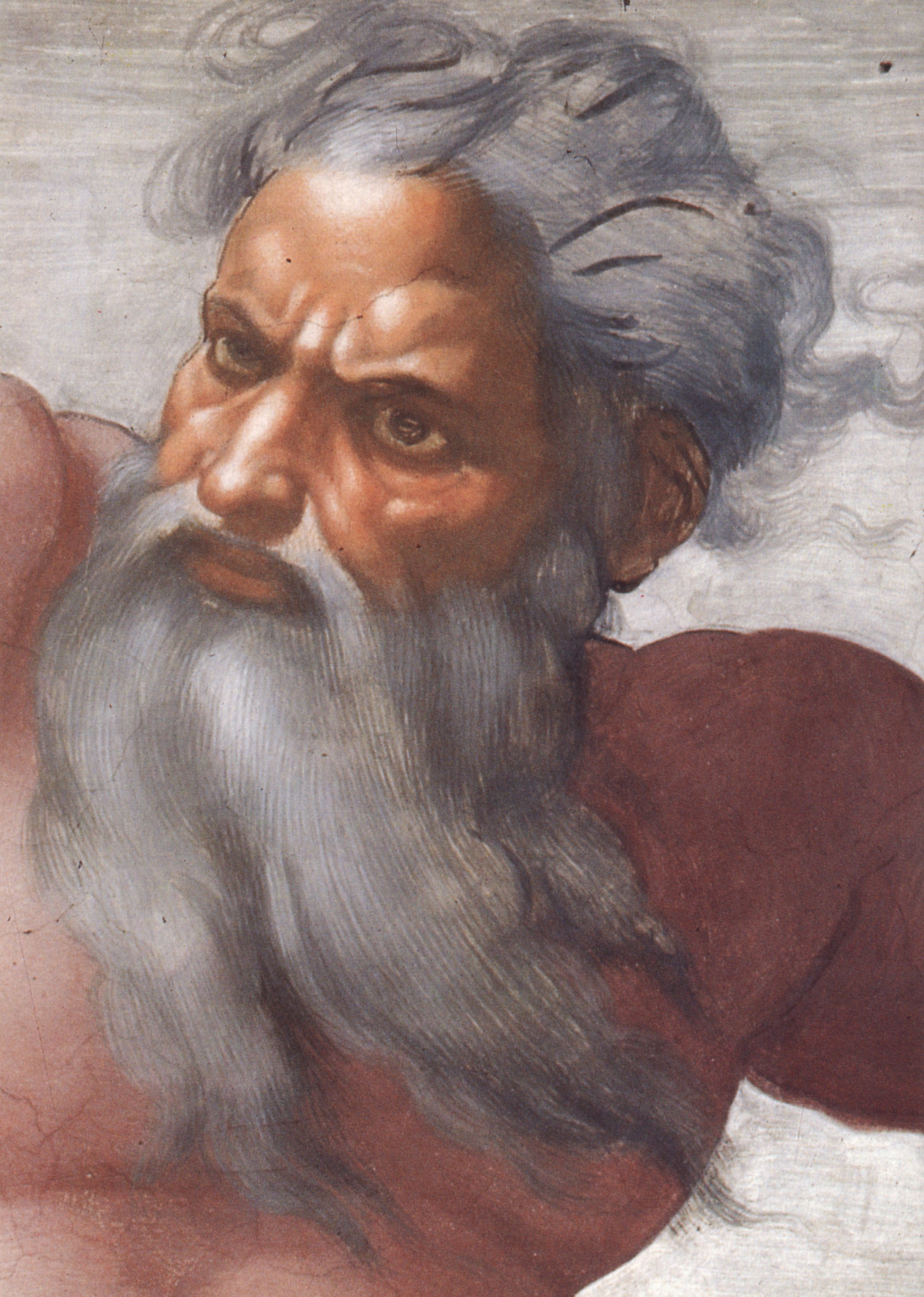
Den kristne monoteistiske Guden i konstnären Michelangelos tolkning.

Monoteism är känd från bland annat zoroastrianism samt från judendomen och de religioner som utsprungit ur den; de abrahamitiska religionerna. Gudsbegreppet i dessa religioner är likaledes antropomorft: människan är skapad till gudens avbild, vilket omvänt ger att den ende omnipotenta guden är lik människan. Även den abrahamitiske gudens änglar är i fysiskt hänseende människoliknande.

#### Panteism
Panteism innebär att tro att Gudomen är allomfattande. De antika stoikerna var exempelvis panteister.

#### Deism
Deism är, i motsats till teism, tron på att den högre makten är avlägsen och onåbar och inte ingriper i världsliga angelägenheter. Pandeism är en kombination av deism och panteism.

## Ateism, agnosticism och antireligion
Ateism (ickegudstro) betecknar uppfattningar som saknar tro på att gudar och andra övernaturliga väsen existerar. Ateism innefattar ofta, men inte nödvändigtvis, ett aktivt avståndstagande från religiös tro och kult, vilka betraktas som vidskepelse. Ateism kan också vara en beskrivande term för ett religiöst eller filosofiskt system, som saknar egentlig gudsföreställning, exempelvis vissa former av Buddhism.
Agnosticismen utesluter inte möjligheten av att mycket mäktiga väsen kan existera, men menar att det till dags dato saknas såväl behov av dem som bevis för deras förekomst.
Antireligion syftar till ett generellt motstånd mot all religion.

## Religion och kön/genus
Sedan 1970-talet har flera religionsforskare undersökt religionernas relation till olika köns- och genusfrågor. Enligt Jonas Svensson har flera av dessa forskare fokuserat på kvinnors ställning och hur kvinnor förtryckts i religiösa kontexter. Enligt Svensson har även flera forskare intresserat sig för hur könsroller skapats och legitimerats i religiösa kontexter. Flera forskare har dock även intresserat sig för att studera och synliggöra hur kvinnor tolkar och tillämpar religiösa idéer i deras vardagliga liv. Marja-Liisa Keinänen menar att den kvinnorelaterade religionsforskningen kan uppdelas i två typer: "eländighetsforskning" respektive "värdighetsforskning". Det förstnämnda syftar till studiet av hur kvinnors förtryckts, ofta med utgångspunkt ur hur den religiösa eliten och de religiösa skrifterna uttryckt sig om kvinnor och vilka könsroller som existerar inom religionerna. Enligt Keinänen innebär ett sådant "masochistisk" syn på kvinnor att forskaren osynliggör kvinnors religiositet, som tar andra uttryck än den manliga religiositeten. Det Keinänen kallar "värdighetsforskning" har istället fokuserat på hur kvinnor tolkar, utövar och tillämpar sin religion. Värdighetsforskningen har enligt Keinänen bristen att den ignorerar de maktstrukturer som finns inom religionerna, då den fokuserar enhälligt på hur kvinnors upplevelser. Keinänen förespråkar därför ett mellanting mellan "eländighetsforskning" och "värdighetsforskning", där maktstrukturer synliggörs och analyseras, men utan att kvinnornas upplevelser, tolkningar och praktiker osynliggörs. Detta menar Keinänen är av stor vikt bland annat då kvinnor genom historien aktivt fört vidare och främjat det som av feministiska teoretiker betraktats som "kvinnofientliga" praktiker. Enligt Keinänen innebär en syn på de kvinnor för vidare "kvinnofientliga" praktiker som "hjärntvättade" att dessa kvinnors upplevelser och tolkningar av sin religion osynliggörs.

## Studiet av religion
Studiet av religion räknas som teologi eller religionsvetenskap. Begreppen är närliggande, men religionsvetenskapen brukar göra anspråk på ett mer vetenskapligt perspektiv.
I allmän skola finns undervisning i religionskunskap.